# Torrent de l'Anoia
El Torrent de l'Anoia és un corrent fluvial de la comarca de l'Anoia, que desemboca a la riera de Sant Pere.